# Хосокава Такакуни
Хосокава Такакуни (细川高国, 1484 — 17 июля 1531) — крупный японский военачальник периода Муромати, канрэй (первый советник сёгуна) (1508—1527).

## Биография
Старший сын Хосокава Масахару (? — 1518), был усыновлен канрэем Хосокава Масамото (1466—1507).
В 1507 году канрэй Хосокава Масамото был убит своим приемным сыном Хосокава Сумиюки, который был лишен наследства самим Масамото. Началась борьба за должность канрэя и главенство в роде Хосокава между Сумиюки и Сумимото, другим приемным сыном Масамото. Во время междоусобицы Такакуни поддерживал Сумимото, который одержал победу над своим соперником, стал канрэем и главой рода Хосокава.
В 1508 году Хосокава Такакуни выступил против нового канрэя Хосокава Сумимото. Он вступил в альянс с могущественным даймё Оути Ёсиоки, правителем провинции Суо. Оути Ёсиоки собрал армию и выступил в поход на столицу Киото. Вместе с ним находился бывший сёгун Асикага Ёситанэ, укрывавшийся в провинции Суо. Канрэй Хосокава Сумимото не смог противостоять большим силам Оути Ёсиоки и бежал из столицу в провинцию Ава на острове Сикоку. Оути Ёсиоки вступил в Киото и вновь провозгласил сёгуном Асикага Ёситанэ. Хосокава Такакуни был объявлен новым канрэем и главой рода Хосокава. Кроме того, он получил должности сюго провинций Сэтцу, Тамба, Сануки и Тоса.
В 1518 году после возвращения Оути Ёсиоки в свой домен Хосокава Такакуни стал фактическим правителем столицы при сёгуне Асикага Ёситанэ. В 1519 году Хосокава Сумимото при поддержке Миёси Юкинага попытался вернуть себе власть и утвердиться в Киото, но был разгромлен в битве объединённым войском Хосокава Такакуни и Роккару Садаёри. В 1521 году сёгун Асикага Ёситанэ поссорился с Такакуни и бежал из столицы в провинцию Ава. Такакуни провозгласил новым сёгуном Асикага Ёсихару (1521—1546).
Хосокава Такакуни был гомосексуалистом и вступил в связь с Янагимото Катахару, младшим братом Каниси Мотомори, главного вассала рода Хосокава. Катахару стал фаворитом канрэя. Из-за клеветы Хосокава Такакуни приказал умертвить Мотомори и лишился поддержки своих вассалов.
В 1527 году канрэй Хосокава Такакуни был изгнан из Киото Миёси Мотонага и Хосокава Харумото. В 1531 году Харумото оконачательно разгромил Такакуни, который бежал в провинцию Сэтцу. В городе Амагасаки он был схвачен и принужден совершить харакири.